# Selvvandende plantebeholder
En selvvandende plantebeholder (fx selvvandende urtepotte, selvvandingskrukke eller kapillærkasse) er et generisk navn for en speciel type af plantebeholdere (fx urtepotte eller plantekasse), som anvendes til indendørsplanter fx hjemme eller på kontorer - og til udendørsplanter i fx haver og gårdhaver. En selvvandende urtepotte er enhver plantevandingsmetode hvor vand tilføres til planten fra et mindre vandbeholder; fx nedefra, hvilket muliggør at planten (og/eller jorden) suger vandet op via kapillærkraft. Der findes også gør-det-selv selvvandende urtepotte, som tilfører vandet oppefra via en omvendt flaske med vand trykket ned i jorden.
En selvvandende urtepotte muliggør automatisering af plantevanding. Der findes mange færdige selvvandende urtepotteprodukter i forskellige prisklasser, under mærker som fx Lechuza, EarthBox, Ollie Plant Sipper, Octopot, The Refuge Garden - eller som gør-det-selv projekter lavet af plastspande og plastkasser.
En af ulemperne ved lukkede systemer som selvvandende plantebeholder er, at opløselige salte ikke bliver skyllet ud af det nederste af jordprofilen og derfor opkoncentreres.